# آيت اكويلمان (بورطة)
آيت اكويلمان هو دُوَّار يقع بجماعة الصهريج، إقليم قلعة السراغنة، جهة مراكش آسفي في المملكة المغربية. ينتمي الدوّار لمشيخة بورطة التي تضم دوار واحد. يقدر عدد سكانه بـ 1211 نسمة حسب الإحصاء الرسمي للسكان والسكنى لسنة 2004.

## وصلات خارجية
- البوابة الوطنية للجماعات الترابية
- المندوبية السامية للتخطيط